# Eugène Schueller
Eugène Schueller (20 de marzo de 1881-23 de agosto de 1957) fue un químico y empresario, fundador de L'Oréal. Fue un pionero de la publicidad moderna. Es el padre de Liliane Bettencourt.

## Biografía
Hijo de un panadero alsaciano, se las arregló para estudiar química y luego vendiendo tinturas para el cabello en el siglo XX. Marcado emprendedor y apasionado de la política y la economía, llegó a escribir media docena de libros.
En 1907 Eugène comenzó a fabricar en la cocina de su casa los primeros tintes para cabellos, que vendía en las peluquerías locales. En dos años estableció la compañía llamada Société Française des Teintures Inoffensives pour Cheveux (Sociedad Francesa de Tinturas Inofensivas para el Cabello), que luego pasaría a llamarse "L'Oréal". En 1912 la compañía extendió sus ventas hacia Austria, Holanda e Italia y para 1920 ya tenía negocios en 17 países.
Se casó en 1909 con Louise Madeleine Berthe Doncieux, con quien tuvo a su única hija Liliane el 21 de octubre de 1922. En 1927 enviudó y se hizo cargo personalmente de la educación de Liliane, a los quince años de su hija le dio un cargo como etiquetadora en su fábrica.
Entre 1930 y 1940 los famosos portaban el pelo platinado en pantalla, haciendo popular el color rubio y los blanqueadores como el "L'Oréal Blanc" y la compañía se apresuró en realizar publicidad en los nuevos medios de comunicación. En 1933 Schueller encargó a artistas famosos el diseño de carteles y puso en marcha la revista femenina Votre Beauté.
Amigo cercano de Eugène Deloncle, Eugene Schueller puso sus bienes personales a su disposición para la formación de una organización secreta de extrema derecha, el Comité Secreto de Acción Revolucionaria (CSAR), más conocido por el apodo de La Cagoule. En 1941, de acuerdo con las autoridades alemanas, creó el movimiento social revolucionario con el mismo Deloncle, quién es el jefe. Luego participó en la dirección del RNP de Marcel Déat.
En 1947 fue absuelto por una supuesta colaboración con los nazis, pero ello lo perseguiría por el resto de su vida.
Los talentos publicitarios de Schueller fueron reconocidos en 1953, cuando fue galardonado con el Premio Óscar a la publicidad. Falleció en 1957 y François Dalle asumió el cargo de director de la compañía.